# 孫一正
孫一正（1514年—1592年），字格卿，號邽田，陝西西安府華州渭南縣人，軍籍，明朝政治人物。

## 生平
嘉靖十九年（1540年）庚子科陝西鄉試第六十三名舉人。嘉靖三十二年（1553年）中式癸丑科會試第二百五名，三甲第二百一十一名進士。工部观政，起家户部主事，历卫辉府知府，累任至山西井陉副使，隆庆二年升山西左参政，四年三月升河南按察使，八月升湖广右布政使，五年正月转左布政使，十一月升顺天府府尹，万历初致仕归。万历二十年卒，予祭葬如例。

## 家族
曾祖孫權；祖父孫景陽；父孫爵，母閻氏。慈侍下。弟孫一真、孫一誠（生员）、孫一貫。